# Elektroakupunktura
Elektroakupunktura je različica tradicionalne akupunkture. Elektroakupunktura je način terapije, ki združuje uporabo igel in električno stimulacijo.

## Zgodovina
Začetki elektroakupunkture segajo v leto 1958, ko so na Kitajskem razvijali nove metode akupunkture kot možnost anestezije v kirurgiji. Pri raziskavah so ugotovili, da je pri postopku anestezije nesmiselno imeti več akupunkturistov, ki bi neprestano po več ur s posebnimi vrtljaji igel stimulirali pacientove akupunkturne točke tako, da bi ga imeli pod anestezijo. Tako so na igle pričvrstili gibljive žice in jih stimulirali z električnim tokom. Po nekaj letih uporabe elektroakupunkture kot metode za anestezijo v kirurgiji, je bila elektroakupunktura predstavljena v klinični praksi tudi kot metoda za zdravljenje kronične bolečine in nevroloških bolezni.

## Terapija
Postopek se izvede tako, da najprej terapevt namesti igle na izbrane akupunkturne točke. Ko se pojavi občutek vboda igle, nastavi terapevt stimulator na vrednost 0, nato  stimulator poveže z iglami. Ko so igle in stimulator povezani, terapevt stimulator vključi in izbere primerne frekvence. 
1. Ponavljajoča stimulacija z visokimi frekvencami (50-100 Hz) inhibira vzdražnost senzoričnih in motoričnih nevronov. Zato jo je mogoče uporabljati za analgezijo, sedacijo in relaksacijo mišičnih krčev (spazmov).
2. Ponavljajoča stimulacija z nizkim frekvencami (2-5 Hz) je bolj primerna za izboljšanje mišične kontrakcije in se pogosto uporablja pri stanjih ohromitve (paralize) in pri poškodbah mehkega tkiva.
3. Tretja možnost so različne pulzne stimulacije, ki imajo ekscitatorni učinek. Uporabljajo se predvsem pri ohromitvah ter pri poškodbah mehkega tkiva, ozeblinah in išiasu.

Intenzivnost električne stimulacije naj bi naraščala postopoma. Po vsakem povečanju intenzitete ima pacient 1-2 minut časa za prilagoditev. Sprva pacient čuti mravljince, kar pomeni, da je terapevt z dano intenzivnostjo stimulacije dosegel senzorični prag. S tem, ko intenziteta narašča, stimulacija postaja vedno bolj boleča, do točke, ko terapevt doseže prag bolečine. Intenzivnost terapije naj bi bila med senzoričnim pragom in pragom bolečine. Da se terapevt izogne morebitnim električnim šokom, vedno poskrbi, da intenziteta narašča zelo počasi. Čas električne stimulacije je 10–20 minut na terapijo. Seveda se lahko podaljša v skladu s priporočili za terapijo za posamezno patološko stanje.

## Uporaba
Navadno se elektroakupunkturo izvaja pri vse tistih obolenjih, ki jih je s to obliko akupunkture možno zdraviti. Klinično se metoda uporabja za zdravljenje različnih vrst bolečine, epilepsije, ohromljenosti, pri bolečinah v sklepih, nevrastenije (živčne oslabelosti) in za zdravljenje visokega krvnega tlaka (hipertenzije).

## Previdnost
1. Električni tok mora naraščati postopoma, tako da se izognemo intenzivni mišični kontrakciji, kar se lahko odrazi tudi v izkrivljenju ali zlomu igel.
2. Za električne stimulatorje, ki imajo maksimalno napetost več kot 40 V, njihov maksimalen tok ne sme presegati 1 mA, da se izognemo elektrošoku.
3. Metode elektroakupunkture ne smemo izvajati na pacientih s srčnimi boleznimi na taki način, da bi tok stekel skozi srce.
4. Posebno pazljivi moramo biti tudi pri šibkih ali pri razdražljivih in nervoznih bolnikih, saj lahko preveč apliciranega toka povzroči, da pacient omedli oz. izgubi zavest.
5. Pri elektroakupunkturi se ne sme uporabljati igel, ki so bile že predhodno uporabljene pri postopkih, kjer je bila površina igle izpostavljena oksidaciji.